# Кранфорд (Њу Џерзи)
Кранфорд (енгл. Cranford) град је у америчкој савезној држави Њу Џерзи.

## Демографија
По попису из 2000. године број становника је 22.578.
| Група             | 2000.          | 2010.    |
| Белци             | 20.464 (90,6%) | 0 (0,0%) |
| Афроамериканци    | 583 (2,6%)     | 0 (0,0%) |
| Азијати           | 485 (2,1%)     | 0 (0,0%) |
| Хиспаноамериканци | 879 (3,9%)     | 0 (0,0%) |
| Укупно            | 22.578         | 0        |